# Bertrude
Bertrude, född 582, död 618 eller 619, var frankisk drottning 613-618/19; gift med Chlothar II.
Hennes ursprung är okänt. Bertrude ska ha älskat Chlothar uppriktigt och ha varit populär bland frankerna; hon uppges ha avslöjat och omintetgjort en komplott av burgundiern Aletheus som planerade att döda Chlothar och tvinga henne att gifta sig med honom.